# Lago Bosten
El lago Bosten (en chino, 斯 騰 湖; pinyin, Bó sī téng Hú) es un lago de agua dulce de China, localizado a 57 km al noreste de Korla, Sinkiang, en la prefectura autónoma mongola de Bayingolin. Con una superficie de unos 1000 km² (junto con pequeños lagos adyacentes), es el lago más grande de Sinkiang y uno de los lagos de agua dulce más grande del interior de China. El lago Bosten recibe el flujo de agua de una cuenca de 56.000 km².
Su nombre es a veces traducido como Bosten, Bosten Hu, Bagrax-hu, Bagrasch-köl, Baghrasch köl, Bagratsch-kul, lago Bositeng o Bositeng Hu. Existe una pesquería en el lago. Los occidentales a veces se refieren a él como «el Háwai Oriental de Sinkiang», por su exuberante paisaje único rodeado por el duro desierto de Gobi.
El río Kaidu es el afluente más importante del lago Bosten, que representa alrededor del 83% de su flujo de entrada de agua.